# قلعه شاه‌نشین آسیابسر
قلعه شاه‌نشین کوسان مربوط به سده‌های اولیه دوران‌های تاریخی پیش از اسلامو دوران ساسانی است و در شهرستان بهشهر،جنوب روستای آسیابسر واقع شده و این اثر در تاریخ ۲۵ اسفند ۱۳۸۰ با شمارهٔ ثبت ۵۴۰۵ به‌عنوان یکی از آثار ملی ایران به ثبت رسیده‌است.